# Kono
Kono é um jogo de tabuleiro de origem coreana onde seu principal objetivo é colocar todas as suas peças no lugar que ocupam as peças do seu adversário ao iniciar a partida.
O jogo é disputado entre dois jogadores e é composto por um tabuleiro e sete peças para cada jogador. Colocam-se as fichas inicialmente como indicado na figura. Move-se as peças em movimento diagonal a uma posição adjacente vazia. Não se faz capturas nesse jogo. É importante controlar os movimentos do adversário bloqueando as suas peças se for necessário para atingir o objetivo antes dele.